# Anatlanticus
Anatlanticus is een geslacht van rechtvleugeligen uit de familie sabelsprinkhanen (Tettigoniidae). De wetenschappelijke naam van dit geslacht is voor het eerst geldig gepubliceerd in 1951 door Bey-Bienko.

## Soorten
Het geslacht Anatlanticus omvat de volgende soorten:
- Anatlanticus koreanus Bey-Bienko, 1951
- Anatlanticus uvarovi Miram, 1940